# فري تاون (البهاما)
فريتاون هي قرية تقع في جزر البهاما في جزيرة إلوثيرا. تقع هذة القرية إلى الشرق من بلدة الخور العميق, أو كما يسميها السكان ديب كريك. وتقع أيضا 2 ميلا إلى الغرب من المستوطنة وترفورد. لا يوجد لفريتاون حاكم محلي، وبالتالي, ووفقاً لمعايير جزر البهاما لا ينظر إليها كقرية, أو مدينة أو حتى لقب بلدة. وتقع هذه المنطقة على الطريق الجنوبي من ديب كريك عند تقاطع طريق فريتاون. إلى الشمال عدد قليل من المنازل والشقق. جميع المرافق العامة المتوفرة في هذا المجال فضلاً عن توفير شبكة الهواتف الجوالة. ويقع المطار الأقرب إلى الشمال في روك ساوند.